# 塩田康一
塩田 康一（しおた こういち、1965年〈昭和40年〉10月15日 - ）は、日本の経産官僚、政治家。鹿児島県知事（公選第20-21代）。無所属。

## 経歴
1965年（昭和40年）鹿児島市で生まれた。伊仙町立伊仙小学校、鹿児島市立草牟田小学校、ラ・サール中学校・高等学校を経て、東京大学法学部を卒業。
1988年（昭和63年）通商産業省（現・経済産業省）に入省し、人吉税務署長、在イタリア日本国大使館一等書記官、経済産業政策局地域経済産業政策課長、内閣府地方創生推進室次長、大臣官房審議官（産業保安担当）を務めた。
2018年（平成30年）6月20日、九州経済産業局長に就任。2019年（令和元年）12月21日付けで経済産業省を退官。

### 2020年鹿児島県知事選挙
三反園県政への懸念や不満を耳にするようになったとし、経済界や県人会関係者からも背中を押され、鹿児島県知事選挙への立候補を決意。2019年（令和元年）12月24日に政権与党の自由民主党と公明党へ推薦要請をするも、得られなかった。
2020年7月12日に行われた鹿児島県知事選挙で、塩田は222,676票を獲得し、自由民主党・公明党が推薦した現職の三反園訓、立憲民主党鹿児島県連が推薦した前知事の伊藤祐一郎ら6候補を破り初当選した。

### 2024年鹿児島県知事選挙
2023年12月1日、再選を目指して立候補することを表明。自由民主党、公明党、国民民主党の推薦を受け、元鹿児島県議会議員の米丸麻希子、市民団体共同代表の樋之口里花を破り再選。

## 人物
- 家族は妻、1男、1女。
- 座右の銘は「日新公いろは歌」。
- 佐賀県知事の山口祥義は高校・大学の同級生[14]。